# Banda Corbari

Alcuni componenti della banda Corbari

La banda Corbari (nota anche come battaglione Corbari), dal nome del suo comandante Silvio Corbari, è stata una brigata partigiana italiana attiva durante la seconda guerra mondiale nel territorio di Forlì e Ravenna. I componenti del gruppo sono stati insigniti di medaglia d'oro al valore militare alla memoria. 

## Storia
Creata da Silvio Corbari, ad essa sono state attribuite varie azioni ai danni dei fascisti che la renderà nota in tutta la Romagna; tra queste in particolare l'assalto avvenuto il 9 gennaio 1944 della caserma dei Reali Carabinieri e il presidio militare fascista di Tredozio, senza colpo ferire, occupando il paese che terrà per una decina di giorni, prima che i fascisti possano organizzare una reazione. Tredozio verrà presa e occupata per altre due volte nei mesi successivi. Altra azione fu l'omicidio del console della Milizia fascista Gustavo Marabini nei pressi di Predappio.
Dal gennaio 1944 per undici mesi la sua formazione si mosse tra i territori delle province di Ravenna e Forlì, effettuando numerosi attacchi ed imboscate ai danni delle forze occupanti, che gli valsero la stima e l'aiuto della popolazione locale. In diverse situazioni la formazione tenne in scacco i fascisti, che - per giungere a una sua eliminazione - dovettero ricorrere all'aiuto di reparti militari tedeschi, ma fu solo grazie al tradimento Franco Rossi - componente della stessa banda - che fu individuato il rifugio della banda a Ca' Cornio, nei pressi di Tredozio.
Circondati con forze ingenti i pochi partigiani presenti, durante lo scontro Corbari e Adriano Casadei tentarono la fuga, mentre Iris Versari (compagna di Corbari), ferita ad una gamba, preferi suicidarsi davanti ai fascisti. Corbari cadendo perse conoscenza e fu catturato insieme a Casadei, accorso per aiutarlo. Corbari e Casadei furono impiccati a Castrocaro. I loro corpi vennero successivamente esposti a Forlì, in piazza Saffi, insieme a quelli di Iris Versari e Arturo Spazzoli. La formazione partigiana continuò la sua attività sino al novembre 1944 al comando del fratello di Silvio, Romeo Corbari.

## Componenti
Nel periodo di massima attività, raggiunse le trenta unità; tuttavia i componenti principali furono:
- Silvio Corbari
- Iris Versari
- Adriano Casadei
- Arturo Spazzoli
- Tonino Spazzoli

## Filmografia
- Corbari - Film del 1970 diretto da Valentino Orsini